# جرائم اليهود الأمريكيين المنظمة
خلال أواخر القرن التاسع عشر وأوائل القرن العشرين ظهرت الجريمة المنظمة داخل الجالية اليهودية الأمريكية وقد يشار إليها بطرق مختلفة في وسائل الإعلام والثقافة الشعبية كما الغوغاء اليهود والمافيا اليهودية وأوندزر شتيك أو باليديشية
آخر مصطلحين من هذه المصطلحات هما إشارات مباشرة إلى الإيطالية كوزا نوسترا؛ الأول عبارة عن تلاعب بكلمة كوشير، في إشارة إلى قوانين النظام الغذائي اليهودية، في حين أن الأخير اليديشية والتي كانت في ذلك الوقت اللغة السائدة في اليهود في الشتات في الولايات المتحدة.
أواخر القرن التاسع عشر بنيويورك، أدار الراهب مونك إيستمان (الذي لم يكن يهوديًا على الأرجح) عصابة يهودية قوية تنافست مع العصابات الإيطالية والأيرلندية ولا سيما عصابة النقاط الخمس لبول كيلي، للسيطرة على العالم السفلي لمدينة نيويورك
وعصابة أخرى سيئة السمعة، تعرف باسم لينوكس أفينيو جانج، بقيادة هاري هورويتز تتألف في الغالب من أعضاء يهود وبعض الأعضاء الإيطاليين (مثل فرانشيسكو سيروفيسي) حيث كانت واحدة من أكثر العصابات عنفًا في أوائل القرن العشرين واشتهرت بقتل المقامر ورجل العصابات هيرمان روزنتال.
بأوائل القرن الماضي مدفوعة بالفرص الاقتصادية للعشرينيات الصاخبة، كانت شخصيات الجريمة المنظمة اليهودية مثل أرنولد روثشتاين تتحكم في مجموعة واسعة من المؤسسات الإجرامية مثل التهريب، والقروض، والمقامرة، والمراهنات
وفقًا لكاتب الجريمة ليو كاتشر، فإن روثشتاين "حوّل الجريمة المنظمة من نشاط بلطجي من قبل السفاحين إلى شركة كبيرة
وفي الوقت نفسه، فإن مافيا التهريب اليهودية المعروفة باسم عصابة بيربل سيطرت على عالم الجريمة بديترويت بينما البق اليهودي وغوغاء ماير كانت تعمل في اسفل الجانب الشرقي لنيويورك قبل أن يتم استيعابهم في شركة تابعة للمافيا الإيطالية الأمريكية.
طورت العصابة اليهودية -الإيطالية المعروفة بشركة القتل العمد . كما اقام رجال العصابات اليهود مثل ماير لانسكي وميكي كوهين وهارولد «هوكي» روثمان والهولندي شولتز وباغسي سيجل علاقات وثيقة مع الإيطاليين واكتسبوا تأثيرًا كبيرًا فيها
وشكلت في نهاية المطاف نقابة إجرامية فضفاضة التنظيم معظمها من اليهود والإيطاليين عرفت في الصحافة باسم «نقابة الجريمة الوطنية».
أصبحت مجموعات الجريمة اليهودية -الإيطالية مترابطة بشكل متزايد في عشرينيات وثلاثينيات القرن الماضي، حيث كانت غالبًا ما تشغل نفس الأحياء والأوضاع الاجتماعية بشكل خاص في مدينة نيويورك بسبب العلاقة الوثيقة بين الشريكين لاكي لوسيانو وماير لانسكي والقضاء اللاحق على العديد مما يسمى أنواع شوارب بيت
كانت عائلة كوهين الإجرامية في لوس أنجلوس ولاس فيغاس جزءًا من كل من المافيا اليهودية والمافيا الإيطالية وغالبًا ما كانت الخطوط الفاصلة بين المنظمتين الإجراميتين العرقيتين غير واضحة طوال القرن العشرين.

## الأصول والخصائص

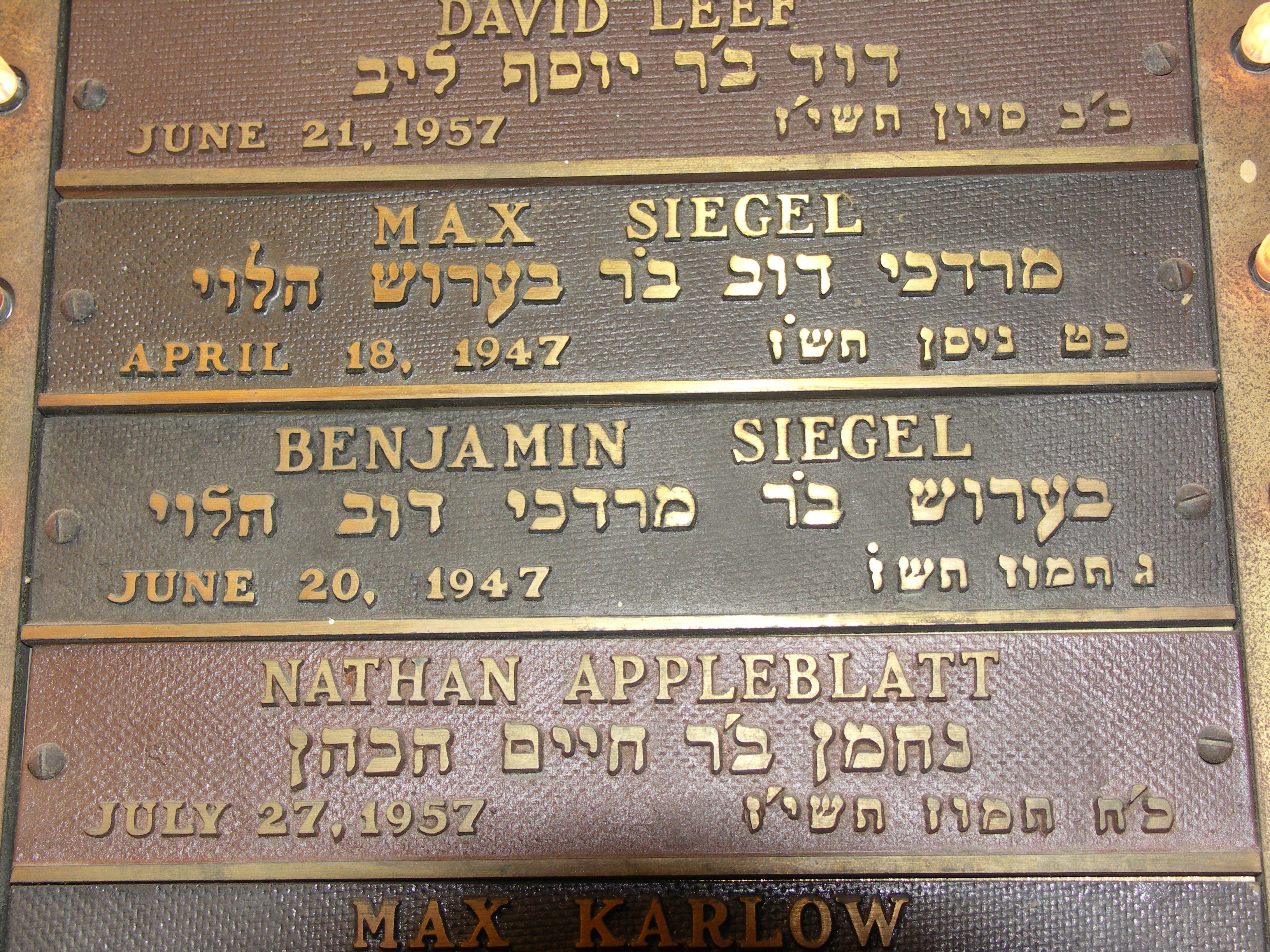
اللوحة التذكارية لعائلة سيجل في معبد بياليستوكير.

تورط رجال العصابات اليهود الأمريكيون في العديد من الأنشطة الإجرامية المختلفة، بما في ذلك القتل والابتزاز والتهريب والدعارة والمخدرات.
وكان دورهم مهمًا في الحركة العمالية المزدهرة في نيويورك، وخاصة نقابات الملابس والشاحنات، وصناعة الدواجن. وسيطرت العصابات اليهودية على أجزاء من لوار إيست سايد وبراونزفيل في مدينة نيويورك وكبرى مدن أمريكا الأخرى.
سيطر زعيم المافيا اليهودية الأمريكية كيد كان على مينيابوليس لأكثر من أربعة عقود ولا يزال أكثر رجال العصابات شهرة في تاريخ مينيسوتا
حيث غذت الجريمة المنظمة اليهودية معاداة السامية وقلقت بشدة الجالية اليهودية.
كانت الجريمة اليهودية المنظمة انعكاسًا للخلافات العرقية بين أفراد العصابات، والتي كانت تميل إلى تتبع موجات المهاجرين الإنجليزية والألمانية والأيرلندية واليهودية والإيطالية والآسيوية واللاتينية.
كان يُنظر إلى رجال العصابات والملاكمين اليهود في حقبة ما بعد الحرب العالمية الثانية على أنهم قدوة أدبية أكثر صرامة وأكثر عدوانية، مما يحرر المجتمع من وصمة العجز والعجز، مقارنة بالعدوانية الجسدية وانعدام القانون الأكثر ارتباطًا بالمهاجرين الإيرلنديين والإيطاليين.
وفقًا لريتش كوهين، مؤلف كتاب «يهود قاسيون: آباء وأبناء وأحلام العصابات»:
كانت هذه الشخصيات القاسية لا تزال من رجال العصابات الذين يبتزون ويستغلون ويقتلون أعضاء آخرين من الجالية اليهودية الأمريكية من أجل الربح. أجبروا النساء اليهوديات على ممارسة الدعارة، وكانت تعتبر بشكل عام كارثة داخل مجتمعهم. ووكانت الصحافة والأدب اليديشية في عشرينيات وثلاثينيات القرن الماضي حازمة في إدانتها لعصابات اليهود. 

## تاريخ

### القرن التاسع عشر إلى أوائل القرن العشرين

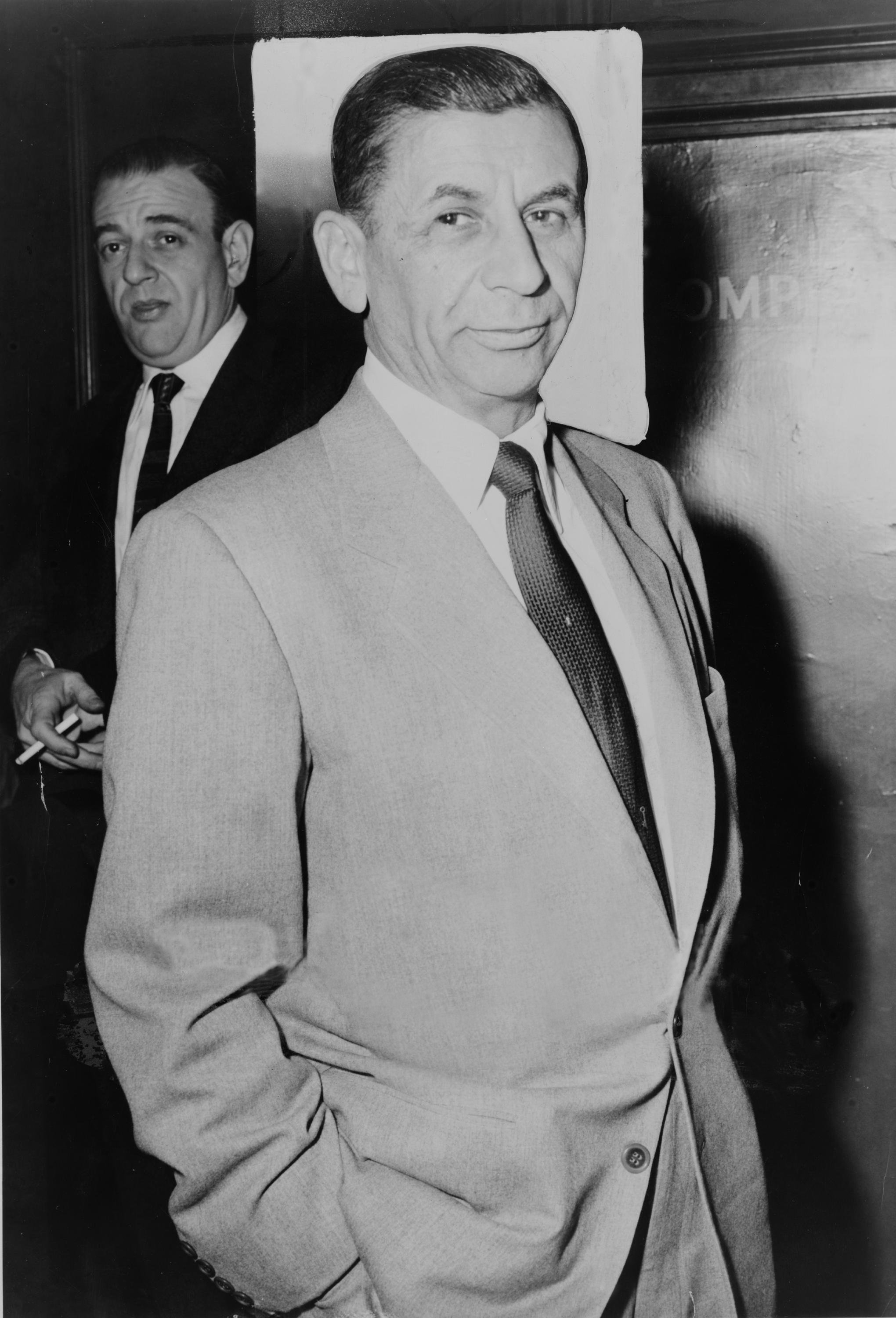
ماير لانسكي

أنتجت موجة المهاجرين الكبيرة ليهود أوروبا الشرقية بأواخر القرن التاسع عشر وأوائل القرن العشرين رجال عصابات يهود مثل ماكس «كيد تويست» زويرباخ و «بيج» جاك زيليج وفاش «إعصار لوي» لويس، الذين تنافسوا مع لويس حتى اعترفت بهم العصابات الايطالية والايرلندية.
نشأت الجريمة المنظمة اليهودية الأمريكية بين أطفال بسن المراهقة الأحياء الفقيرة الذين سرقوا من عربات البضائع الذين كانوا يبتزون الأموال من أصحاب المتاجر وكانوا يمارسوا الشلام (الضرب باستخدام أنبوب حديدي، ملفوف في الصحف، ضد العمال المضربين)
وعندما كبروا انضموا إلى عصابات منظمة تنظيماً جيداً منخرطة في مجموعة واسعة من المؤسسات الإجرامية التي يعززها الحظر
بدأت العصابات المتخصصة في الابتزاز في العمل في الأحياء ذات الكثافة اليهودية في الجانب الشرقي الأدنى من نيويورك، وأبرزها ما يسمى باليد السوداء اليديشية برئاسة جاكوب ليفينسكي، وتشارلز «تشارلي الكريبل» ليتوفسكي، وجوزيف توبلينسكي
في بداية القرن العشرين كان هناك عالم سفلي يهودي مهم بالفعل في نيويورك حيث كان رجال العصابات اليهود يتحدثون بلغة من أصول اليديشية.
كان القواد يُعرف باسم «سيمشا»، والمحقق باسم «الشاموس»، والمتسكع باسم «ترومبينيك»
كان إغراء المال السريع والسلطة وأسلوب الحياة الإجرامي جذابًا لكل من الجيل الثاني من المهاجرين اليهود والإيطاليين لتصبح«موجة إجرام» يهودية بنيويورك. وقد انضم أعداد كبيره من الشباب اليهود «عصابات الجريمة»
مع تقدم القرن العشرين، دخل رجال العصابات اليهود مثل بليد وبيني فين وجو روزنزويج "الشحوم في ابتزاز العمال

### المنع
وفقًا لكاتب الجريمة ليو كاتشر، فإن روثشتاين "حوّل الجريمة المنظمة من نشاط بلطجي من قبل السفاحين إلى شركة كبيرة روثشتاين فهم حقائق رأسمالية القرن العشرين (النفاق، الإقصاء، الجشع) وهيمن عليها"وقد أظهر للسفاحين الشباب وغير المتعلمين من معرش كيف يكون الاسلوب.
وقد ادعى لاكي لوتشيانو الذي سيصبح رئيسًا بارزًا في المافيا الإيطالية الأمريكية وينظم خمس عائلات في نيويورك، أن أرنولد روثستين «علمني كيفية ارتداء الملابس»
خلال حظر الخمور، أصبح رجال العصابات اليهود عملاء رئيسيين في العالم السفلي الأمريكي ولعبوا أدوارًا بارزة في توزيع الكحول غير القانوني وانتشار الجريمة المنظمة في جميع أنحاء الولايات المتحدة.
في ذلك الوقت، كانت العصابات اليهودية تعمل بشكل أساسي في أكبر مدن أمريكا، بما في ذلك كليفلاند وديترويت ومينيابوليس ونيوارك ونيويورك وفيلادلفيا
خلال هذا الوقت، نجح لوتشيانو في القضاء على زعماء المافيا الصقلية مثل جو ماسيريا وسلفاتور مارانزانو في حرب كاستيلاماريس عام 1931 وسيطر على المافيا الإيطالية في نيويورك.
لم يميز لوتشيانو ضد اليهود وقدّر شركاءه القدامى مثل ماير لانسكي وبنيامين باغسي سيجل.
تم استخدام العديد من رجال العصابات اليهود مثل ريد ليفين وبو واينبرغ كقاتلين غير إيطاليين غير متوقعين.
بعد مقتل ماسيريا ومارانزانو، عُقد مؤتمر في فندق فرانكونيا بنيويورك في 11 نوفمبر 1931، تضمن رجال عصابات يهود مثل جاكوب شابيرو ولويس «ليبك» بوشالتر وجوزيف «دوك» ستاشر وهايمان «كيرلي» هولتز، لويس الظلال وكرافيتز وهاري تيتلبوم وفيليب «ليتل فارفيل» وكوفوليك وهاري «بيج جرين» جرينبيرج
خلال هذا الاجتماع أقنع لوتشيانو ولانسكي رجال العصابات اليهود بفوائد التعاون مع المافيا الإيطالية في كونسورتيوم تم إنشاؤه حديثًا يسمى نقابة الجريمة الوطنية
وقد تراجعت تدريجياً تلك العصابات اليهودية المعادية لفكرة التعاون مع المنافسين غير اليهود، وأبرزهم واكسي جوردون في فيلادلفيا، الذي أدين وسجن بتهمة التهرب الضريبي بناءً على الأدلة التي قدمها لانسكي لمحامي الولايات المتحدة توماس إي ديوي.  بعد سجن جوردون، تولى نيج روزين وماكس «بو هوو» هوف عملياته.
أثناء حظر الخمور، أنشأ مو داليتز نقابة كليفلاند مع زملائه من رجال العصابات اليهود لويس روثكوف، وموريس كلاين، وسام تاكر، وتشارلز بوليزي، ورجل العصابات الأيرلندي بلاك جاك ماكجينتي.
وقد ولد تشارلز بوليزي ليو بيركوفيتش لأبوين يهوديين ماتا عندما كان رضيعًاثم تبنيه عائلة بوليزي وكان شقيقه بالتبني، ألفريد بوليزي، رئيسًا لشركة مايفيلد رود موب الإيطالية.
كانت النقابة متورطة بشكل كبير في التهريب وطوّرت ما كان يُعرف بالبحرية اليهودية الصغيرة.
قامت النقابة بتشغيل الكازينوهات في يونجستاون وشمال كنتاكي وفلوريدا.
كان أعضاء نقابة كليفلاند من أوائل المستثمرين في نزل الصحراء بلاس فيجاس، حتى اشتراه هوارد هيوز
وقد انخرط رجال العصابات اليهود في تجميع مصالح المقامرة بكوبا وميامي ولاس فيغاس

### بعد الحرب العالمية الثانية
لعدة عقود بعد الحرب العالمية الثانية، كانت الشخصيات المهيمنة في الجريمة المنظمة من الجيل الثاني من اليهود والإيطاليين استمر رجال العصابات اليهود، مثل ماير لانسكي وميكي كوهين جنبًا إلى جنب مع هارولد «هوكي» روثمان، في الاحتفاظ بقوة كبيرة والسيطرة على مجموعات الجريمة المنظمة في مدينة نيويورك ونيوجيرسي وشيكاغو ولوس أنجلوس وميامي ولاس فيغاس بينما ظل الوجود اليهودي الأمريكي قويًا في الابتزاز الإجرامي كان شوندور بيرنز زعيمًا إجراميًا يهوديًا، في كليفلاند، كان يسيطر على الأعداد، والدعارة، والسرقة، ومضارب القمار.
وقد كان بيرنز نشطًا حتى عام 1975 عندما اغتيل على يد رجل العصابات الأيرلندي داني غرين.مع تحسين اليهود الأمريكيين لظروفهم اختفى السفاح والمبتز اليهودي أو اندمجوا في بيئة جريمة أمريكية أكثر استيعابًا ويظل الأفراد اليهود الأمريكيون مرتبطين ارتباطًا وثيقًا بالجريمة المنظمة، وخاصة الجريمة المنظمة الإيطالية الأمريكية والإسرائيلية اليهود الأمريكيون دفنوا بهدوء الذاكرة العامة لماضي العصابات.وقد تلاشت لحد كبير العصابات الإجرامية اليهودية

### أواخر القرن العشرين حتى الوقت الحاضر
بالسنوات الأخيرة، عادت الجريمة المنظمة اليهودية الأمريكية للظهور بشكل مجموعات إجرامية من المافيا اليهودية الأرثوذكسية والإسرائيلية واليهودية الروسية
فالعديد من رجال العصابات الروس النشطين في نيويورك هم في الواقع يهود سوفياتيين، بما في ذلك مارات بالاغولا، بوريس نايفيلد، وإيفسي أغرون.
من تسعينيات القرن الماضي حتى عام 2013، قام أعضاء عصابة الطلاق بالإكراه النيويوركيه باختطاف وتعذيب رجال يهود في زيجات مضطربة لإجبارهم على منح زوجاتهم الطلاق الديني وفي بعض الحالات ابتزاز الأموال منهم

## الجريمة المنظمة لليهودية الأمريكييين وإسرائيل
قدم العديد من رجال العصابات اليهود الأمريكيين البارزين الدعم المالي لإسرائيل من خلال التبرعات للمنظمات اليهودية منذ إنشاء الدولة في عام 1948.
استخدم رجال العصابات اليهود الأمريكيون قانون العودة الإسرائيلي للفرار من تهم جنائية أو مواجهة الترحيل ومن بين الشخصيات البارزة جوزيف «دوك» ستاشر الذي اسس لاس فيغاس
شرعت رئيسة الوزراء غولدا مائير في عكس هذا الاتجاه في عام 1970 عندما رفضت دخول ماير لانسكي الذي يُعتقد أنه من بين أقوى الأشخاص في البلاد مع إمبراطورية قمار تمتد في جميع أنحاء الولايات المتحدة. 
في عام 2010، أفادت ويكيليكس أن سفارة الولايات المتحدة في إسرائيل، في برقية بعنوان «إسرائيل: الأرض الموعودة للجريمة المنظمة؟»
أعربت عن قلقها البالغ إزاء أنشطة شخصيات الجريمة المنظمة الإسرائيلية وأنها قد تتخذ تدابير من أجل منع أفراد عائلات الجريمة من إصدار تأشيرات دخول إلى الولايات المتحدة.
أعرب دبلوماسيون أمريكيون عن قلقهم من انتخاب "عنبال جافرييلي" ابنة أخت أحد أقوى زعماء المافيا في إسرائيل لعضوية الكنيست كعضو كنيست عن حزب الليكود

## المافيا الروسية والإسرائيلية بالولايات المتحدة
ظهر من بين الأعداد الكبيرة من المهاجرين اليهود السوفييت بشاطئ برايتون نيويورك وأحياء أخرى رجال عصابات مثل مارات بالاغولا وبوريس نايفيلد ومونيا إلسون ولودفيج فاينبرج حاولت شخصيات المافيا اليهودية الروسية، مثل سيميون موغيلفيتش اختراق الولايات المتحدة، بما في ذلك المشاركة بخطة غسيل الأموال من خلال بنك نيويورك عام 1998 كما كان للعصابات الإسرائيلية وجود في الولايات المتحدة. المافيا الإسرائيلية (مثل عائلة جريمة أبيرجيل) متورطة بشدة بشبكات الدعاره

## الأعضاء المرموقين والمنتسبين
- ديفيد بيرمان: زعيم الجريمة نشط في أيوا ومدينة نيويورك ومينيابوليس ولاس فيغاس
- آبي برنشتاين: زعيم العصابة الأرجوانية اليهودية الأمريكية في ديترويت
- ويليام موريس بيوف: قواد شركة زي شيكاغو واستحوذ على رئيس نقابة عمالية بجنوب كاليفورنيا
- تشارلز بيرجر: زعيم الجريمة في عصر حظر الخمور ومقره هاريسبرج ، إلينوي
- شوندور بيرنز: ذو علاقات وثيقة مع عائلة كليفلاند الإجرامية والعائلات الخمس
- إسادور بلومنفيلد: منفذ، وقاتل في «نقابة الألف إلى الياء»، وهي عائلة إجرامية يهودية مقرها مينيابوليس تعمل أيضًا بجنوب فلوريدا ولاس فيغاس وشيكاغو ولويزيانا
- ليبك بوخالتر: رئيس فرقة اغتيال المافيا
- ماير "ميكي" كوهين: رئيس عائلة كوهين الإجرامية ومقرها لوس أنجلوس
- مو داليتز ولويس روثكوبف: رئيسا نقابة كليفلاند
- إدوارد "مونك" ايستمان: زعيم الجريمة في نيويورك
- جورج فريمان: رئيس الجريمة في سيدني وشريك لانسكي
- ليون جلكمان: بيلاروسي ومهرب يُطلق عليه لقب "آل كابوني سانت بول "
- جيك جوزيك، مهاجر من النمسا-المجر إلى شيكاغو، رئيس شبكه للدعارة
- مايك هيتلر، مهاجر يهودي أوكراني ورئيس حلقة دعارة مرتبط بزي شيكاغو
- فيليب كاستل، زعيم عملية قمار غير قانونية واسعة النطاق في لويزيانا له صلات بعائلة الجريمة في جينوفيز وعائلة الجريمة في نيو أورلينز
- ماير لانسكي: رئيس عصابة بجينوفيز
- آبي ريليس: الرجل الأكثر رعبًا في القتل
- أرنولد روثستين: زعيم الجريمة في نيويورك
- شولتز الهولندي، زعيم الجريمة اليهودي الأمريكي الألماني العامل في برونكس وهارلم
- بنيامين باغسي سيجل: مساعد لانسكي، ومالك الكازينو، ورئيس الجريمة بلاس فيغاس
- أبنر زويلمان: رئيس الجريمة في نيو جيرسي